# Hannah Miley
Hannah Louise Miley (née le 8 août 1989 à Swindon) est une nageuse britannique en activité spécialiste des épreuves de quatre nages. Distinguée par plusieurs records d'Europe entre 2008 et 2009, années d'utilisation des combinaisons de dernière génération, elle remporte ses premières récompenses internationales. En 2010, malgré le retour à la situation de 2007, elle remporte le titre européen en grand bassin du 400 m quatre nages, tout proche de son record personnel établi en 2009.

## Biographie
Révélée au niveau international dans les catégories d'âge inférieures, elle remporte la médaille d'argent du 400 m quatre nages lors des Championnats d'Europe juniors 2005 à Budapest, seulement battue par la Hongroise Katinka Hosszú. En fin d'année, elle honore une première sélection nationale dans un championnat international élite, les Championnats d'Europe en petit bassin de Trieste, où elle termine sixième de la finale du 400 m quatre nages. L'année suivante, c'est en grand bassin qu'elle apparaît pour la première fois sur la scène internationale à l'occasion des Championnats d'Europe et des Jeux du Commonwealth. Elle réalise son meilleur résultat lors de cette dernière réunion en terminant au pied du podium du 400 m quatre nages.
L'année 2007 la voit améliorer sensiblement ses meilleurs temps personnels et, plus encore, descendre pour la première fois sous les quatre minutes et quarante secondes sur 400 m quatre nages à l'occasion d'une étape du Mare Nostrum à Barcelone en juin. En 4 min 39 s 91, elle devient non seulement la première Britannique à effacer cette barrière chronométrique mais réalise également un temps qui lui aurait permis de décrocher l'argent aux récents Championnats du monde de Melbourne, une compétition qu'elle n'a pu disputer, n'ayant pas brillé lors des sélections britanniques.
Les Jeux olympiques de 2008 constituent le principal rendez-vous de l'année 2008. Hannah Miley le prépare de la meilleure des façons en se qualifiant lors des sélections olympiques britanniques qui ont lieu en avril. D'abord sur 200 m quatre nages, elle ôte plus de deux secondes et demie à son record du Royaume-Uni en 2 min 11 s 46 avant de battre le record d'Europe du 400 m quatre nages  détenu depuis l'an 2000 par l'Ukrainienne Yana Klochkova, en 4 min 33 s 24, soit six secondes et demie de moins que son précédent record personnel,. Ces performances interviennent alors que les combinaisons LZR Racer de Speedo, constituées de plaques de polyuréthane et dont s'est vêtue la Britannique lors de ses records, alimentent une vive polémique. Quelques jours après, elle remporte la médaille d'argent du 200 m quatre nages et celle de bronze du 400 m quatre nages lors des Championnats du monde en petit bassin, des courses marquées par les nouvelles marques planétaires réalisées par la Zimbabwéenne Kirsty Coventry, toujours avec une tenue de nouvelle technologie.
Aux Jeux de Pékin, quatrième temps des engagées, elle termine sixième de la finale du 400 m quatre nages à près de huit secondes du podium. L'année suivante, alors que la polémique sur les combinaisons atteint son paroxysme, elle améliore de nouveau ses records personnels en grand bassin lors des Championnats du Royaume-Uni mais n'est toujours pas récompensée au niveau planétaire en prenant une sixième place sur 200 m quatre nages et une quatrième sur 400 m quatre nages lors des Championnats du monde organisés à Rome. En fin d'année, elle devient malgré tout championne d'Europe en petit bassin du 400 m à Istanbul. En 2010, année de la suppression des combinaisons en polyuréthane, elle conquiert son premier titre en grand bassin lors des Championnats d'Europe de Budapest. Facile vainqueur du 400 m quatre nages en 4 min33 s09 devant les Hongroises Katinka Hosszú et Zsuzsanna Jakabos, elle termine troisième sur la distance inférieure et enlève la médaille de bronze au sein du relais 4 × 200 m nage libre britannique.

## Palmarès

### Jeux olympiques
| Édition      | Épreuve                          | Épreuve            | Épreuve                   |
| Édition      | 200 m quatre nages               | 400 m quatre nages | 4 × 200 m nage libre      |
| Pékin 2008   | 11e (demi-finales) 2 min 12 s 35 | 6e 4 min 39 s 44   | 9e (séries) 7 min 56 s 16 |
| Londres 2012 | 7e 2 min 11 s 29                 | 5e 4 min 34 s 17   | 5e 7 min 52 s 37          |

### Championnats du monde
| Édition        | Épreuve            | Épreuve              | Épreuve                   | Épreuve                     |
| Édition        | 200 m quatre nages | 400 m quatre nages   | 200 m brasse              | 4 × 200 m nage libre        |
| Rome 2009      | 6e 2 min 9 s 91    | 4e 4 min 32 s 72     | -                         | Bronze Participe aux séries |
| Shanghai 2011  | 7e 2 min 11 s 36   | Argent 4 min 34 s 22 | -                         | 6e 7 min 53 s 51            |
| Barcelone 2013 | -                  | 5e 4 min 34 s 16     | 17e (séries) 2 min 28 s 1 | -                           |

| Édition         | Épreuve             | Épreuve                   | Épreuve          | Épreuve          | Épreuve              | Épreuve                   | Épreuve                    | Épreuve              |
| Édition         | 200 m quatre nages  | 400 m quatre nages        | 400 m nage libre | 800 m nage libre | 50 m brasse          | 100 m brasse              | 200 m brasse               | 4 × 200 m nage libre |
| Manchester 2008 | Bronze 2 min 8 s 79 | Argent 4 min 27 s 27 (RE) |                  |                  |                      |                           |                            |                      |
| Dubai 2010      | 9e 2 min 10 s 11    | 4e 4 min 29 s 77          | 15e 4 min 7 s 17 |                  |                      |                           |                            |                      |
| Istanbul 2012   | Bronze 2 min 7 s 12 | Or 4 min 23 s 14          |                  | 4e 8 min 16 s 09 | 31e (séries) 31 s 30 | 28e (séries) 1 min 8 s 68 | 20e (séries) 2 min 25 s 81 | 5e 7 min 45 s 85     |
| Doha 2014       |                     | Bronze 4 min 24 s 74      |                  |                  |                      |                           |                            |                      |

### Championnats d'Europe
| Édition       | Épreuve                    | Épreuve               | Épreuve              |
| Édition       | 200 m quatre nages         | 400 m quatre nages    | 4 × 200 m nage libre |
| Budapest 2006 | 19e (séries) 2 min 19 s 10 | 7e 4 min 47 s 51      |                      |
| Budapest 2010 | Bronze 2 min 10 s 89       | Or 4 min 33 s 09 (RC) | Bronze 7 min 55 s 29 |
| Londres 2016  | Bronze 2 min 11 s 84       | Argent 4 min 35 s 27  |                      |
| Glasgow 2018  | -                          | Bronze 4 min 35 s 34  |                      |

| Édition       | Épreuve                   | Épreuve                    | Épreuve              | Épreuve     | Épreuve           | Épreuve         | Épreuve          | Épreuve              |
| Édition       | 100 m quatre nages        | 200 m quatre nages         | 400 m quatre nages   | 50 m brasse | 200 m brasse      | 50 m nage libre | 400 m nage libre | 800 m nage libre     |
| Trieste 2005  | —                         | 11e (séries) 2 min 15 s 16 | 6e 4 min 37 s 12     | —           | —                 | —               | —                | —                    |
| Rijeka 2008   | 12e (séries) 1 min 1 s 18 | 4e 2 min 8 s 31            | 4e 4 min 27 s 33     | —           | —                 | —               | —                | —                    |
| Istanbul 2009 | —                         | Bronze 2 min 6 s 96        | Or 4 min 25 s 66     | —           | 6e 2 min 20 s 61  | —               | —                | —                    |
| Szczecin 2011 | —                         | Bronze 2 min 8 s 34        | Argent 4 min 26 s 06 | —           | 13e 2 min 26 s 31 | —               | 5e 4 min 1 s 46  | —                    |
| Chartres 2012 | —                         | Argent 2 min 6 s 21        | Or 4 min 23 s 47     | 20e 32 s 21 | 16e 2 min 26 s 63 | 35e 26 s 22     | —                | Argent 8 min 15 s 66 |
| Netanya 2015  |                           |                            | Argent 4 min 26 s 87 |             |                   |                 |                  |                      |

## Records

### Records personnels
| Épreuve            | Temps         | Compétition                      | Lieu                   | Date            |
| 200 m quatre nages | 2 min 9 s 46  | Championnats du monde 2009       | Rome, Italie           | 26 juillet 2009 |
| 400 m quatre nages | 4 min 31 s 33 | Championnats du Royaume-Uni 2009 | Sheffield, Royaume-Uni | 20 mars 2009    |

| Épreuve            | Temps         | Compétition                | Lieu              | Date             |
| 200 m quatre nages | 2 min 6 s 21  | Championnats d'Europe 2012 | Chartres, France  | 22 novembre 2012 |
| 400 m quatre nages | 4 min 23 s 14 | Championnats du monde 2012 | Istanbul, Turquie | 12 décembre 2012 |

### Records battus
| Épreuve                            | Temps         | Information / Compétition        | Lieu                    | Date             |
| 200 m quatre nages en grand bassin | 2 min 9 s 59  | Championnats du Royaume-Uni 2009 | Sheffield, Royaume-Uni  | 17 mars 2009     |
| 400 m quatre nages en grand bassin | 4 min 33 s 24 | Championnats du Royaume-Uni 2008 | Sheffield, Royaume-Uni  | 5 avril 2008     |
| 400 m quatre nages en grand bassin | 4 min 31 s 33 | Championnats du Royaume-Uni 2009 | Sheffield, Royaume-Uni  | 20 mars 2009     |
| 400 m quatre nages en petit bassin | 4 min 27 s 27 | Championnats du monde 2008       | Manchester, Royaume-Uni | 9 avril 2008     |
| 400 m quatre nages en petit bassin | 4 min 24 s 51 | Duel in the Pool 2009            | Manchester, Royaume-Uni | 18 décembre 2009 |
| 400 m quatre nages en petit bassin | 4 min 23 s 47 | Championnats d'Europe 2012       | Chartres, France        | 25 novembre 2012 |
| 400 m quatre nages en petit bassin | 4 min 23 s 14 | Championnats du monde 2012       | Istanbul, Turquie       | 12 décembre 2012 |